# Rockstar Games Presents Table Tennis
Rockstar Games Presents Table Tennis (укр. Rockstar Games представляє Настільний Теніс) — відеогра в жанрі симулятора настільного тенісу, розроблена американською студією Rockstar San Diego і видана компанією Rockstar Games. Це реалістичний симулятор настільного тенісу, де мета гравця — зробити так, щоб суперник не зміг відбити м'ячик.
У Table Tennis безліч методів подачі та повернення м'яча, призначені для того, щоб гравець міг обіграти свого суперника. Гравці можуть грати як в однокористувацькій грі, де суперник керується штучним інтелектом, так і в мультиплеєрі для двох осіб. Спочатку симулятор створювався спеціально для консолі Xbox 360, а команда розробників використовувала графічні можливості оновленого апаратного забезпечення, що дало змогу студії розробляти ігри у швидшому темпі. Rockstar Games Presents Table Tennis стала першою грою від Rockstar, яка була створена на власному ігровому рушію Rockstar Advanced Game Engine (RAGE). Гра вийшла в травні 2006 року на Xbox 360, а в жовтні наступного року її було перенесено на Wii.
Анонс у березні 2006 року викликав сильне здивування і збентеження з боку ігрових журналістів і гравців, оскільки стиль проєкту разюче відрізнявся від попередніх ігор Rockstar. Після виходу симулятор отримав переважно позитивні відгуки від критиків, які відзначали його простоту, реграбельність і деталізовані візуальні ефекти.

## Ігровий процес
Rockstar Games Presents Table Tennis є реалістичним симулятором настільного тенісу, в якому два гравці відбивають м'ячик один одному на спеціальному тенісному столику. Мета симулятора полягає в тому, щоб суперник не зміг відбити м'ячик. Гравець може грати як в однокористувацькій грі, де суперником керує штучний інтелект, так і в мультиплеєрі, кинувши виклик іншому гравцеві. На вибір доступні одинадцять персонажів, кожен зі своїм стилем гри, що розблоковується в міру проходження симулятора, і одинадцять майданчиків для гри. У кожного тенісиста своя індивідуальна здатність — наприклад, хтось швидший, а хтось сильніше б'є по м'ячу.
У Table Tennis два режими — «Турнір» (англ. Tournament), у якому гравці змагаються один з одним на різних аренах, і «Виставковий матч» (англ. Exhibition), де гравець кидає виклик іншим у нерейтингових матчах. Перед подачею м'ячика, гравець попередньо займає стійку, націлюється на м'яч і розраховує величину обертання і силу удару.
Під час удару, гравець може встановити рівень обертання м'яча, повертаючи його в будь-якому напрямку. Після того, як суперник відбив м'яч, у гравця є можливість «зарядити» свій удар. Поки удар «заряджається», індикатор фокусування збільшується — під час його заповнення гравці переходять у стан повного фокусування, за якого їхній удар виходить більш точним і швидким. Гравці також можуть виконувати м'які удари, зменшуючи або збільшуючи швидкість м'яча, фокусувальні удари та «зрізки» або «обертальні» маневри, які можуть запобігати складним ударам від суперника.
Версія на Wii пропонує три схеми для управління: Standart — використовується стандартний контролер консолі Wii Remote, Sharp Shooter — використовуються нунчаки, частина яких прив'язана до управління м'ячем, і Control Freak — нунчаки використовуються для контролю позиції гравця.

## Розробка та вихід

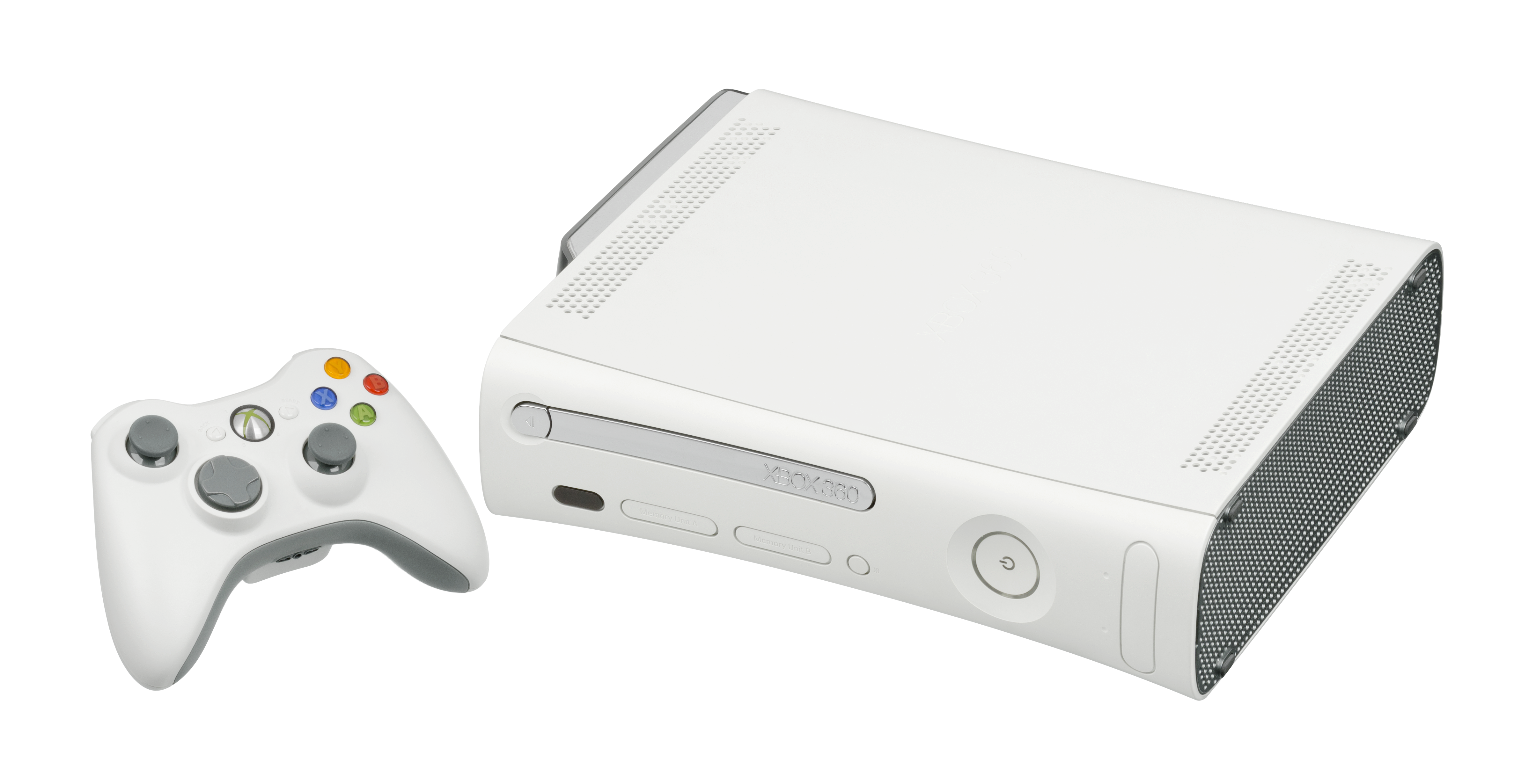
Rockstar Games Presents Table Tennis було розроблено для Xbox 360. Команда розробників скористалася перевагами графічної потужності консолі та виявила, що це дозволяє їм розробляти ігри швидше, ніж на попередніх консолях.

Попередня розробка симулятора була розпочата у 2005 році, ще до анонсу консолі Xbox 360, для якої він розроблявся. Розробники з Rockstar San Diego помітили, що оновлене апаратне забезпечення дає їм змогу створювати ігри швидшими темпами, ніж раніше. Президент Rockstar Games Сем Гаузер подумав, що підрозділ видавця з Сан-Дієго був найкращим розробником для цієї гри завдяки їхній майстерності в розробці «просунутих» рушіїв, особливо на початку «консольного» покоління. Гаузер також сказав, що фізика гри на старому обладнанні була «прийнятна», але розробники чекали на можливість попрацювати з Xbox 360 через «інший рівень виробництва і технологій». Table Tenis є першою грою від Rockstar, створеною на власному рушії Rockstar Advanced Game Engine — пізніше, на ньому будуть розроблені практично всі проєкти Rockstar, наприклад Grand Theft Auto IV, Max Payne 3 і Red Dead Redemption.
Мережевий програміст Джон Гірах назвав мультиплеєр найскладнішим аспектом розробки, через рівень реалізму симулятора. Крім того,  через швидкий темп матчів, необхідні для гри швидкість і точність також були проблемою для команди. Під час обговорення можливості створення порта симулятора на Wii, команда майже одразу погодилася одноголосно, оскільки консоль «ідеально підходить» для гри. Під час розробки версії для Wii команда особливо ретельно продумала, як догодити всім гравцям, що дало змогу використовувати цілу низку різноманітних схем управління. Портуванням на консоль від Nintendo займалася британська студія Rockstar Leeds.
Офіційний анонс Rockstar Games Presents Table Tennis відбувся 3 березня 2006 року. Журналісти та гравці були сильно здивовані анонсом симулятора, оскільки проєкт разюче відрізнявся від попередніх ігор Rockstar, на кшталт GTA. Rockstar Games Presents Table Tennis вийшла на консолі Xbox 360, 23 травня 2006 року на території Північної Америки та 26 травня у регіонах PAL. 18 липня наступного року, Rockstar анонсували порт на Wii, адаптований під контролер Wii Remote. Wii-версія вийшла 17 жовтня в Північній Америці й 19 жовтня в PAL-регіонах. Американський гравець у настільний теніс Воллі Грін, який «зіграв» за технологією захоплення руху, допоміг з маркетингом симулятора у 2006 році, а пізніше Rockstar виступили спонсором Гріна в його професійному турне.

## Оцінка та відгуки
| Агрегатор  | Оцінка | Оцінка |
| Агрегатор  | Wii    | X360   |
| ---------- | ------ | ------ |
| Metacritic | 68/100 | 81/100 |

| Видання                      | Оцінка | Оцінка  |
| Видання                      | Wii    | X360    |
| ---------------------------- | ------ | ------- |
| Edge                         |        | 7/10    |
| Electronic Gaming Monthly    |        | 7.67/10 |
| Eurogamer                    | 8/10   | 9/10    |
| Game Informer                | 6/10   | 8/10    |
| GameSpot                     | 6/10   | 8.5/10  |
| GameTrailers                 | 6.7/10 | 7.8/10  |
| IGN                          | 7.8/10 | 7.8/10  |
| Official Nintendo Magazine   | 80%    |         |
| Official Xbox Magazine (США) |        | 8/10    |

Згідно з сайтом-агрегатором Metacritic, версія Table Tennis для Xbox 360 отримала «в основному позитивні відгуки», в той час, як версія для Wii — «змішані відгуки». Рецензенти найбільш високо оцінили ігровий процес, деталізовані візуальні ефекти та мультиплеєр.
Технічні аспекти симулятора, на кшталт графіки та анімації, отримали високу оцінку від критиків. Дуглас Сі Пері з IGN назвав графіку і рухи «видатними», а анімацію — «красивою». Критик також відзначив стабільну частоту кадрів. Раян Девіс з GameSpot написав, що персонажі опрацьовані з «феноменальною деталізацією», хоча й зазначив, що в грі «більше нема на що дивитися». Ден Амріч з GamesRadar+ високо оцінив моделі гравців і світлові ефекти, заявивши, що вони «використовують апаратне забезпечення ефектно і водночас по-грайливому». Том Орі з VideoGamer.com написав, що візуальні ефекти покращують геймплей і відзначив численні дрібні деталі та фізику м'яча.
Багато рецензентів назвали ігровий процес простим, але ефективним. Пері з IGN назвав ігровий процес «глибоким і захопливим», а управління — «інтуїтивно зрозумілим». Амріч з GamesRadar також зазначив, що управління «зрозуміле і не відштовхує „серйозних“ спортивних геймерів», а Оррі з VideoGamer.com назвав його «майстерним». Том Бремуелл з Eurogamer високо оцінив простоту гри. Чарльзу Геролду з газети The New York Times сподобалася проста схема управління, проте він зазначив, що віддав би перевагу справжньому настільному тенісу замість симулятора.
Багатокористувацький режим Table Tennis отримав позитивний відгук від критиків. Амріч з GamesRadar+ припустив, що мультиплеєр «розширив» реіграбельність симулятора, даючи гравцям привід повернутися в гру «через довгий час після того, як вони дізналися слабкі сторони ігрових персонажів». Оррі та Бремуелл назвали багатокористувацьку частину гри «відмінною», проте перший відзначав незначні затримки в грі.
Коли гру було перенесено на Wii, то ігровий процес на контролерах Wii Remote отримав позитивні відгуки. Марк Бозон з IGN сказав, що геймплей із цим контролером є серйозним покращенням порівняно з оригіналом на Xbox 360. Еллі Гібсон з Eurogamer зазначила, що дещо змінені елементи управління під Wii працюють «ідеально», назвавши їх «інтуїтивно зрозумілими й легкими для сприйняття». Раян Девіс з GameSpot зазначив, що оновлене управління «працює досить добре», однак воно «не доповнює геймплей». Орі з VideoGamer.com припустив, що оригінальне управління надає «більше глибини», ніж на Wii.
Після анонсу на Electronic Entertainment Expo журнал GameSpot визнав Table Tennis «найкращою спортивною грою», а видання IGN і сайт GameTrailers номінували симулятор в ідентичній категорії.